# Nygårdsgölen (Skepperstads socken, Småland)
Nygårdsgölen är en sjö i Sävsjö kommun i Småland och ingår i Emåns huvudavrinningsområde.